# أنتوني كومبز
أنتوني كومبز هو لاعب كرة قدم كندية كندي، ولد في 26 أكتوبر 1992 في وينيبيغ في كندا.